# Crasnoarmeiscoe
Crasnoarmeiscoe – wieś w Mołdawii, w rejonie Hîncești.

## Położenie i opis
Wieś leży w rejonie Hîncești, w odległości ok. 67 km na południowy zachód od Kiszyniowa i 40 km na zachód od stolicy rejonu, Hîncești.
Pierwsza wzmianka o miejscowości pochodzi z 1490 r. Wieś nosiła wtedy nazwę Tălăiești. W 1921 r. nosiła nazwę Geamăna. Nazwa Crasnoarmeiscoe, na cześć Armii Czerwonej, została nadana po przyłączeniu Mołdawii do ZSRR po II wojnie światowej.

## Demografia
W 2004 r. we wsi żyło 2359 osób, z czego 1558 zadeklarowało w spisie powszechnym narodowość ukraińską. 752 osoby wskazały tożsamość mołdawską, 38 – rosyjską, zaś pojedyncze osoby zadeklarowały przynależność do narodów gagauskiego, bułgarskiego lub innego.